# بيتر جاي غوميز
بيتر جاي غوميز (بالإنجليزية: Peter J. Gomes)‏ هو أستاذ جامعي أمريكي، ولد في 22 مايو 1942 في بوسطن في الولايات المتحدة، وتوفي في 28 فبراير 2011.